# Jerzy Kurella
Jerzy Kurella (ur. 1972) – polski menedżer i radca prawny. Magister prawa Wydziału Prawa i Administracji Uniwersytetu Warszawskiego, specjalizacja: prawo finansowe (1998).
Pełnił m.in. funkcje Prezesa Zarządu TAURON Polska Energia S.A., Wiceprezesa Zarządu oraz p.o. Prezesa PGNiG S.A., Wiceprezesa Banku Gospodarstwa Krajowego, a także Członka Zarządu ds. Korporacyjnych Polskich Linii Lotniczych LOT.

## Kariera
Swoją karierę rozpoczął w latach 1998–2002 jako prawnik w spółkach ubezpieczeniowych szwedzkiego koncernu SEBanken. W latach 2002–2007 związany z PGNiG S.A., gdzie awansował od stanowiska radcy prawnego do Dyrektora Zarządzającego ds. Obsługi Prawnej oraz Dyrektora Zarządzającego ds. Negocjacji. W latach 2007–2008 Wiceprezes Zarządu koncernu energetycznego BOT Górnictwo i Energetyka S.A., odpowiadający za strategię i rozwój. W latach 2008–2009 był Prezesem Zarządu WTBS „Kwatera Sp. z o.o.
Od 2009 do 2012 Wiceprezes Zarządu Banku Gospodarstwa Krajowego, odpowiedzialny za wspieranie polskiego eksportu, zakupy, IT oraz zarządzanie funduszami poręczeniowymi. W latach 2013–2014 był Wiceprezesem Zarządu ds. Handlowych PGNiG S.A., a także pełnił obowiązki Prezesa Zarządu spółki. Odpowiadał za projekty strategiczne Grupy Kapitałowej PGNiG z zakresu bezpieczeństwa energetycznego Polskioraz prowadził negocjacje największych kontraktów gazowych. Pod koniec 2015 r. – Prezes Zarządu TAURON Polska Energia S.A. W latach 2007-2015 pełnił również funkcję Przewodniczącego Rad Nadzorczych w kilkunastu kluczowych spółkach kapitałowych z sektora energetycznego i finansowego.
Od 2013 roku prowadzi własną działalność doradczą. W latach 2017-2023 był m.in. ekspertem ds. energetycznych Instytutu Staszica, ekspertem Parlamentarnego Zespołu ds. Sprawiedliwej Transformacji Energetycznej oraz Doradcą w EY Business Consuling. W 2024 roku pełnił funkcję Członka Zarządu ds. Korporacyjnych Polskich Linii Lotniczych LOT. 
Posiada tytuł Generalnego Dyrektora Górniczego III stopnia. Jest autorem kilkudziesięciu analiz i artykułów z dziedziny energetyki. Uhonorowany przez Prezydenta RP Srebrnym Krzyżem Zasługi za działalność na rzecz filantropii i wolontariatu (2015). Odznaczony srebrnym medalem zasługi przez Kapitułę Kawalerów Maltańskich (Rzym, 2014). Wyróżniony tytułem Najlepszego Menedżera 2015 według Bloomberg Businessweek Polska